# Марк Гоу
Марк Гоу (англ. Mark Howe, нар. 28 травня 1955, Детройт) — американський хокеїст, що грав на позиції захисника, крайнього нападника. Грав за збірну команду США. 
Член Зали слави хокею з 2011 року. Володар Кубка Стенлі. Провів понад тисячу матчів у Національній хокейній лізі.
Син Горді Гоу, молодший брат Марті Гоу.

## Ігрова кар'єра
Хокейну кар'єру розпочав 1969 року виступами за юніорську команду «Детройт Олімпія». Наймолодший хокеїст-учасник Олімпіади, дебютував на зимових Іграх у шістнядцятирічному віці. У складі «Торонто Марлборос» здобув Меморіальний кубок.
1974 року був обраний на драфті НХЛ під 25-м загальним номером командою «Бостон Брюїнс». Але професійну кар'єру розпочав у ВХА захищаючи кольори клубу «Х'юстон Аерос». До сезону 1976–77 він грав на позиції захисника але після переїзду команди та зміни назви на «Нью-Інгленд Вейлерс» Марк перейшов на позицію нападника.
Після припинення свого існування в 1979 чотири команди ВХА перейшли до НХЛ, серед них був і клуб «Гартфорд Вейлерс» кольори якого захищав Марк. Саме в цій команді і виступали разом двоє братів Гоу та батько. Сезон 1980–81 років виявився одним із найкращих для Марка, влітку він був заявлений на Кубок Канади у складі збірної США.
Після травми яку переніс Гоу попросив керівництво «Гартфорд Вейлерс» на зміну команди. Таким чином Марк опинився у команді «Філадельфія Флаєрс».
У складі «Філадельфія Флаєрс» він тричі номінувався на Приз Джеймса Норріса в сезонах 1982–83, 1985–86 та 1986–87 років. У сезоні 1984–85 «Філадельфія Флайєрз» грала у фіналі Кубка Стенлі але поступилась зірковому «Едмонтон Ойлерз» на чолі з Вейном Грецкі, Пол Коффі та Марком Мессьє.
Сезон 1985–86 став одним з найкращих в кар'єрі гравця, він набрав 82 очка, а за рейтингом плюс / мінус в його активі було +85 очок.
Сезон 1986–87 виявився одним з найкращих в історії «Флаєрс». Досить зблансований склад команди, де в лінії захисту окрім Марка грали Бред Маккріммон, а ворота захищав молодий талант голкіпер Рон Гекстолл у лінії нападу Браян Пропп, Рік Токкет та швед Пер-Ерік Еклунд. Вони знову пробились у фінал Кубка Стенлі але поступились в серії з семи матчів «Едмонтон Ойлерс».
Після сезону 1991–92 він на правах вільного агента перейшов до «Детройт Ред-Вінгс», де він і завершив ігрову кар'єру у 1995 році.
Загалом провів 1030 матчів у НХЛ, включаючи 101 гру плей-оф Кубка Стенлі.
Маючи подвійне громодянство виступав за збірну США, на головних турнірах світового хокею провів 19 ігор в її складі. Також у складі збірної Канади брав участь в Суперсерії 1974 року.

## Скаут
Тривалий час Марк Гоу працював у клубі «Детройт Ред-Вінгс», як скаут, саме як останній він отримав Кубок Стенлі 1997, 1998, 2002 та 2008 роках.

## Нагороди та досягнення
- Срібний призер Олімпійських ігор — 1972.
- Володар Кубка Джона Росса Робертсона в складі «Торонто Мальборос» — 1973.
- Володар Меморіального кубка в складі «Торонто Мальборос» — 1974, 1975.
- Володар Кубка Авко в складі «Х'юстон Аерос» — 1974, 1975.
- Друга команда всіх зірок ВХА — 1977.
- Учасник матчу усіх зірок ВХА — 1978.
- Перша команда всіх зірок ВХА — 1979.
- Учасник матчу усіх зірок НХЛ — 1981, 1983, 1986, 1988, 1994.
- Перша команда всіх зірок НХЛ — 1983, 1986, 1987.
- Нагорода Плюс-Мінус — 1986.
- Трофей Лестера Патрика — 2016.

## Статистика

### Клубні виступи
| Сезон        | Клуб                    | Ліга             | Регулярний сезон | Регулярний сезон | Регулярний сезон | Регулярний сезон | Регулярний сезон | Плей-оф | Плей-оф | Плей-оф | Плей-оф | Плей-оф |
| Сезон        | Клуб                    | Ліга             | І                | Г                | П                | О                | ШХ               | І       | Г       | П       | О       | ШХ      |
| ------------ | ----------------------- | ---------------- | ---------------- | ---------------- | ---------------- | ---------------- | ---------------- | ------- | ------- | ------- | ------- | ------- |
| 1969–70      | «Детройт Олімпія»       | МНХЛ             | 40               | 30               | 39               | 69               | 21               | —       | —       | —       | —       | —       |
| 1970–71      | «Детройт юн. Ред-Вінгс» | ЮОХЛ             | 44               | 37               | 70               | 107              | —                | —       | —       | —       | —       | —       |
| 1970–71      | «Детройт юн. Ред-Вінгс» | Кубок Сентеннайл | —                | —                | —                | —                | —                | 10      | 5       | 19      | 24      | 0       |
| 1971–72      | «Детройт юн. Ред-Вінгс» | ЮОХЛ             | 9                | 5                | 9                | 14               | —                | —       | —       | —       | —       | —       |
| 1972–73      | «Торонто Марлборос»     | ОХА              | 60               | 38               | 66               | 104              | 27               | —       | —       | —       | —       | —       |
| 1972–73      | «Торонто Марлборос»     | МК               | —                | —                | —                | —                | —                | 3       | 4       | 4       | 8       | 6       |
| 1973–74      | «Х'юстон Аерос»         | ВХА              | 76               | 38               | 41               | 79               | 20               | 14      | 9       | 10      | 19      | 4       |
| 1974–75      | «Х'юстон Аерос»         | ВХА              | 74               | 36               | 40               | 76               | 30               | 13      | 10      | 12      | 22      | 0       |
| 1975–76      | «Х'юстон Аерос»         | ВХА              | 72               | 39               | 37               | 76               | 38               | 17      | 6       | 10      | 16      | 18      |
| 1976–77      | «Х'юстон Аерос»         | ВХА              | 57               | 23               | 52               | 75               | 46               | 11      | 4       | 10      | 14      | 2       |
| 1977–78      | «Нью-Інгленд Вейлерс»   | ВХА              | 70               | 30               | 61               | 91               | 32               | 14      | 8       | 7       | 15      | 18      |
| 1978–79      | «Нью-Інгленд Вейлерс»   | ВХА              | 77               | 42               | 65               | 107              | 32               | 6       | 4       | 2       | 6       | 6       |
| 1979–80      | «Гартфорд Вейлерс»      | НХЛ              | 74               | 24               | 56               | 80               | 20               | 3       | 1       | 2       | 3       | 2       |
| 1980–81      | «Гартфорд Вейлерс»      | НХЛ              | 63               | 19               | 46               | 65               | 54               | —       | —       | —       | —       | —       |
| 1981–82      | «Гартфорд Вейлерс»      | НХЛ              | 76               | 8                | 45               | 53               | 18               | —       | —       | —       | —       | —       |
| 1982–83      | «Філадельфія Флаєрс»    | НХЛ              | 76               | 20               | 47               | 67               | 18               | 3       | 0       | 2       | 2       | 4       |
| 1983–84      | «Філадельфія Флаєрс»    | НХЛ              | 71               | 19               | 34               | 53               | 44               | 3       | 0       | 0       | 0       | 2       |
| 1984–85      | «Філадельфія Флаєрс»    | НХЛ              | 73               | 18               | 39               | 57               | 31               | 19      | 3       | 8       | 11      | 6       |
| 1985–86      | «Філадельфія Флаєрс»    | НХЛ              | 77               | 24               | 58               | 82               | 36               | 5       | 0       | 4       | 4       | 0       |
| 1986–87      | «Філадельфія Флаєрс»    | НХЛ              | 69               | 15               | 43               | 58               | 37               | 26      | 2       | 10      | 12      | 4       |
| 1987–88      | «Філадельфія Флаєрс»    | НХЛ              | 75               | 19               | 43               | 62               | 62               | 7       | 3       | 6       | 9       | 4       |
| 1988–89      | «Філадельфія Флаєрс»    | НХЛ              | 52               | 9                | 29               | 38               | 45               | 19      | 0       | 15      | 15      | 10      |
| 1989–90      | «Філадельфія Флаєрс»    | НХЛ              | 40               | 7                | 21               | 28               | 24               | —       | —       | —       | —       | —       |
| 1990–91      | «Філадельфія Флаєрс»    | НХЛ              | 19               | 0                | 10               | 10               | 8                | —       | —       | —       | —       | —       |
| 1991–92      | «Філадельфія Флаєрс»    | НХЛ              | 42               | 7                | 18               | 25               | 18               | —       | —       | —       | —       | —       |
| 1992–93      | «Детройт Ред-Вінгс»     | НХЛ              | 60               | 3                | 31               | 34               | 22               | 7       | 1       | 3       | 4       | 2       |
| 1993–94      | «Детройт Ред-Вінгс»     | НХЛ              | 44               | 4                | 20               | 24               | 8                | 6       | 0       | 1       | 1       | 0       |
| 1994–95      | «Детройт Ред-Вінгс»     | НХЛ              | 18               | 1                | 5                | 6                | 10               | 3       | 0       | 0       | 0       | 0       |
| Усього в НХЛ | Усього в НХЛ            | Усього в НХЛ     | 929              | 197              | 545              | 742              | 455              | 101     | 10      | 51      | 61      | 34      |
| Усього у ВХА | Усього у ВХА            | Усього у ВХА     | 426              | 208              | 296              | 504              | 198              | 75      | 41      | 51      | 92      | 48      |

### Збірна
| Рік                | Команда            | Турнір             | І  | Г | П | О  | ШХ |
| ------------------ | ------------------ | ------------------ | -- | - | - | -- | -- |
| 1972               | США                | ОІ                 | 6  | 0 | 0 | 0  | 0  |
| 1974               | Канада             | Суперсерія-74      | 7  | 2 | 4 | 6  | 4  |
| 1981               | США                | КК                 | 6  | 0 | 4 | 4  | 2  |
| Національна збірна | Національна збірна | Національна збірна | 19 | 2 | 8 | 10 | 6  |